# Брусвал
Брусвал (фр. Brousseval) насеље је и општина у североисточној Француској у региону Шампањ-Арден, у департману Горња Марна која припада префектури Сен Дизје.
По подацима из 2011. године у општини је живело 732 становника, а густина насељености је износила 121,8 становника/km². Општина се простире на површини од 6,01 km². Налази се на средњој надморској висини од 170 метара.

## Демографија
| 1962. | 1968. | 1975. | 1982. | 1990. | 1999. | 2011. |
| ----- | ----- | ----- | ----- | ----- | ----- | ----- |
| 1.216 | 1.269 | 1.193 | 1.095 | 923   | 832   | 732   |

График промене броја становника у току последњих година